# Coppa Spengler 2015
L'89ª edizione della Coppa Spengler si è svolta dal 26 dicembre al 31 dicembre 2015 alla Vaillant Arena di Davos, in Svizzera.
Il torneo ha coinvolto per la sesta volta sei formazioni suddivise in due gruppi da tre ciascuno intitolati a Bibi Torriani ed Hans Cattini. Oltre ai padroni di casa dell'Hockey Club Davos è presente un'altra formazione svizzera, l'HC Lugano che ha preso il posto dei due volte campioni in carica del Genève-Servette. Oltre alla presenza del Team Canada gli organizzatori selezionarono l'Adler Mannheim della DEL e due formazioni provenienti dalla Kontinental Hockey League: i russi dell'Avtomobilist Ekaterinburg al loro esordio nella competizione e i finlandesi dello Jokerit, alla loro ottava partecipazione nonché seconda consecutiva. Nella fase preliminare le prime di ciascun gruppo si qualificano per le semifinali, mentre le altre squadre si affrontano nei quarti di finale.
La competizione è stata vinta dal Team Canada in finale contro l'Hockey Club Lugano con il punteggio di 4-3. Per la selezione nordamericana si è trattato del tredicesimo successo, il primo dopo quello del 2012.

## Squadre

### Gruppo Torriani
Adler Mannheim
  Jokerit
  Lugano

### Gruppo Cattini
Davos (ospitante)
 Team Canada
  Avtomobilist

## Fase a gruppi

### Gruppo Torriani
| Davos 26 dicembre 2015, ore 15:00 UTC+1                                                                  | Lugano    | 6 – 3 (0-2; 3-1; 3-0) referto | Adler Mannheim | Vaillant Arena (6.300 spett.) |
| Pettersson 33' , 39' Brunner 36' Klasen 45' , 46' Bertaggia 60' Marcatori 5' Raedeke 14' , 28' MacMurchy |           |                               |                |                               |
| |           |                               |                |                               |
| Pettersson 33', 39' Brunner 36' Klasen 45', 46' Bertaggia 60'                                            | Marcatori | 5' Raedeke 14', 28' MacMurchy |                |                               |

| Davos 27 dicembre 2015, ore 15:00 UTC+1                                                              | Jokerit   | 3 – 5 (2-2; 1-2; 0-1) referto                           | Adler Mannheim | Vaillant Arena (6.300 spett.) |
| Regin 12' Sallinen 13' Hagman 25' Marcatori 15' Metropolit 19' Carle 23' , 40' MacMurchy 60' Hospelt |           |                                                         |                |                               |
| |           |                                                         |                |                               |
| Regin 12' Sallinen 13' Hagman 25'                                                                    | Marcatori | 15' Metropolit 19' Carle 23', 40' MacMurchy 60' Hospelt |                |                               |

| Davos 28 dicembre 2015, ore 15:00 UTC+1                                                                                  | Lugano    | 4 – 6 (0-1; 4-2; 0-3) referto                                     | Jokerit | Vaillant Arena (6.300 spett.) |
| Glenn 21' Kienzle 23' Brunner 37' Klasen 38' Marcatori 18' Kozun 24' Kennedy 32' Talaja 41' Larsen 46' Kulda 54' Lajunen |           |                                                                   |         |                               |
| |           |                                                                   |         |                               |
| Glenn 21' Kienzle 23' Brunner 37' Klasen 38'                                                                             | Marcatori | 18' Kozun 24' Kennedy 32' Talaja 41' Larsen 46' Kulda 54' Lajunen |         |                               |

| Pos. |                | PG | V | VOT | POT | P | GF | GS | DR | Pt |
| 1.   | Lugano         | 2  | 1 | 0   | 0   | 1 | 10 | 9  | +1 | 3  |
| 2.   | Jokerit        | 2  | 1 | 0   | 0   | 1 | 9  | 9  | 0  | 3  |
| 3.   | Adler Mannheim | 2  | 1 | 0   | 0   | 1 | 8  | 9  | -1 | 3  |

### Gruppo Cattini
| Davos 26 dicembre 2015, ore 20:15 UTC+1          | Avtomobilist | 1 – 2 (0-1; 1-1; 0-0) referto | Team Canada | Vaillant Arena (6.300 spett.) |
| Torčenjuk 29' Marcatori 20' Carrick 34' Conacher |              |                               |             |                               |
|                                                  |              |                               |             |                               |
| Torčenjuk 29'                                    | Marcatori    | 20' Carrick 34' Conacher      |             |                               |

| Davos 27 dicembre 2015, ore 20:15 UTC+1                                       | Davos     | 1 – 5 (0-1; 1-3; 0-1) referto                        | Avtomobilist | Vaillant Arena (6.300 spett.) |
| Setoguchi 31' Marcatori 20' , 52' Michnov 30' Golišev 34' Emelin 39' Alekseev |           |                                                      |              |                               |
|                                                                               |           |                                                      |              |                               |
| Setoguchi 31'                                                                 | Marcatori | 20', 52' Michnov 30' Golišev 34' Emelin 39' Alekseev |              |                               |

| Davos 28 dicembre 2015, ore 20:15 UTC+1 | Team Canada | 2 – 0 (0-0; 2-0; 0-0) referto | Davos | Vaillant Arena (6.300 spett.) |
| Giroux 26' DiDomenico 32' Marcatori     |             |                               |       |                               |
|                                         |             |                               |       |                               |
| Giroux 26' DiDomenico 32'               | Marcatori   |                               |       |                               |

| Pos. |              | PG | V | VOT | POT | P | GF | GS | DR | Pt |
| 1.   | Team Canada  | 2  | 2 | 0   | 0   | 0 | 4  | 1  | +3 | 6  |
| 2.   | Avtomobilist | 2  | 1 | 0   | 0   | 0 | 6  | 3  | +3 | 3  |
| 3.   | Davos        | 2  | 0 | 0   | 0   | 2 | 1  | 7  | -6 | 0  |

## Fase a eliminazione diretta
|  | Quarti di finale | Quarti di finale | Quarti di finale |              |             | Semifinali  | Semifinali  | Semifinali |  |  | Finale | Finale | Finale |  |
|  |                  |                  |                  |              |             |             |             |            |  |  |        |        |        |  |
|  |                  |                  |                  |              |             | C1          | Team Canada | 6          |  |  |        |        |        |  |
|  |                  |                  |                  |              |             | C1          | Team Canada | 6          |  |  |        |        |        |  |
|  |                  |                  |                  | Davos        | 5           |             |             |            |  |  |        |        |        |  |
|  | T2               | Jokerit          | 4                | Davos        | 5           |             |             |            |  |  |        |        |        |  |
|  | T2               | Jokerit          | 4                |              |             |             |             |            |  |  |        |        |        |  |
|  | C3               | Davos            | 5                |              |             |             |             |            |  |  |        |        |        |  |
|  | C3               | Davos            | 5                |              | Team Canada | Team Canada | 4           |            |  |  |        |        |        |  |
|  |                  |                  |                  |              |             |             |             |            |  |  |        |        |        |  |
|  |                  |                  | Lugano           | Lugano       | 3           |             |             |            |  |  |        |        |        |  |
|  |                  |                  |                  | Lugano       | 3           |             |             |            |  |  |        |        |        |  |
|  |                  |                  |                  |              |             |             |             |            |  |  |        |        |        |  |
|  |                  |                  |                  |              |             |             |             |            |  |  |        |        |        |  |
|  |                  | T1               | Lugano           | 3            |             |             |             |            |  |  |        |        |        |  |
|  |                  |                  |                  | 3            |             |             |             |            |  |  |        |        |        |  |
|  |                  |                  |                  | Avtomobilist | 0           |             |             |            |  |  |        |        |        |  |
|  | C2               | Avtomobilist     | 3                | Avtomobilist | 0           |             |             |            |  |  |        |        |        |  |
|  | C2               | Avtomobilist     | 3                |              |             |             |             |            |  |  |        |        |        |  |
|  | T3               | Adler Mannheim   | 1                |              |             |             |             |            |  |  |        |        |        |  |

### Quarti di finale
| Davos 29 dicembre 2015, ore 15:00 UTC+1                                                                         | Jokerit   | 4 – 5 (d.t.s.) (1-1; 3-1; 0-2) referto                     | Davos | Vaillant Arena (6.300 spett.) |
| Todd 13' Aaltonen 32' Talaja 37' Regin 39' Marcatori 3' Portmann 31' Koistinen 51' Jörg 56' Walser 64' Sciaroni |           |                                                            |       |                               |
| |           |                                                            |       |                               |
| Todd 13' Aaltonen 32' Talaja 37' Regin 39'                                                                      | Marcatori | 3' Portmann 31' Koistinen 51' Jörg 56' Walser 64' Sciaroni |       |                               |

| Davos 29 dicembre 2015, ore 20:15 UTC+1                   | Avtomobilist | 3 – 1 (3-0; 0-0; 0-1) referto | Adler Mannheim | Vaillant Arena (6.300 spett.) |
| Kivistö 8' Torčenjuk 11' Emelin 17' Marcatori 51' Raedeke |              |                               |                |                               |
|                                                           |              |                               |                |                               |
| Kivistö 8' Torčenjuk 11' Emelin 17'                       | Marcatori    | 51' Raedeke                   |                |                               |

### Semifinali
| Davos 30 dicembre 2015, ore 15:00 UTC+1                                                                                               | Team Canada | 6 – 5 (1-3; 3-1; 2-1) referto                            | Davos | Vaillant Arena (6.300 spett.) |
| Pyatt 10' DiDomenico 28' Ellison 30' , 39' Giroux 56' Conacher 57' Marcatori 7' Sciaroni 7' Ryser 19' Picard 27' Du Bois 48' Lindgren |             |                                                          |       |                               |
| |             |                                                          |       |                               |
| Pyatt 10' DiDomenico 28' Ellison 30', 39' Giroux 56' Conacher 57'                                                                     | Marcatori   | 7' Sciaroni 7' Ryser 19' Picard 27' Du Bois 48' Lindgren |       |                               |

| Davos 30 dicembre 2015, ore 20:15 UTC+1        | Lugano    | 3 – 0 (1-0; 1-0; 1-0) referto | Avtomobilist | Vaillant Arena (6.300 spett.) |
| Stapleton 16' Klasen 25' Brunner 57' Marcatori |           |                               |              |                               |
|                                                |           |                               |              |                               |
| Stapleton 16' Klasen 25' Brunner 57'           | Marcatori |                               |              |                               |

### Finale
| Davos 31 dicembre 2015, ore 12:00 UTC+1                                            | Team Canada | 4 – 3 (1-1; 2-1; 1-1) referto | Lugano | Vaillant Arena (6.300 spett.) |
| Ellerby 16' Roy 24' Pyatt 25' D'Agostini 49' Marcatori 9' , 46' Hofmann 33' Chiesa |             |                               |        |                               |
|                                                                                    |             |                               |        |                               |
| Ellerby 16' Roy 24' Pyatt 25' D'Agostini 49'                                       | Marcatori   | 9', 46' Hofmann 33' Chiesa    |        |                               |

## Roster della squadra vincitrice
| Vincitori della Coppa Spengler 2015 Team Canada | Portieri: Drew MacIntyre, Matt Climie, Jeff Glass Difensori: Keith Aulie, Keaton Ellerby, Trevor Carrick, Mark Cundari, Marc-André Bergeron (A), Aaron Johnson, Alexandre Picard, Daniel Vukovic Attaccanti: Kris Foucault, Derek Roy, Alexandre Giroux, Kevin Clark, Daniel Paille, Matthew Lombardi (C), Cory Conacher, Manny Malhotra (A), Cory Emmerton, Tom Pyatt, Matt D'Agostini, Matt Ellison, James Sheppard, Chris DiDomenico Allenatore: Guy Boucher |

## Riconoscimenti

### All-Star Team
| Attacco:  | Linus Klasen – Cory Conacher – Ryan MacMurchy |
| Difesa:   | Philipp Furrer – Artūrs Kulda                 |
| Portiere: | Igor' Ustinskij                               |

### Migliori marcatori
| Giocatore          | Squadra        | PG | Gol | Assist | Punti |
| ------------------ | -------------- | -- | --- | ------ | ----- |
| Linus Klasen       | Lugano         | 4  | 4   | 3      | 7     |
| Fredrik Pettersson | Lugano         | 4  | 2   | 4      | 6     |
| Cory Conacher      | Team Canada    | 4  | 2   | 3      | 5     |
| Ryan MacMurchy     | Adler Mannheim | 2  | 4   | 0      | 4     |
| Damien Brunner     | Lugano         | 4  | 3   | 1      | 4     |
| Chris DiDomenico   | Salavat Julaev | 4  | 2   | 2      | 4     |
| Tom Pyatt          | Team Canada    | 4  | 2   | 2      | 4     |
|                    |                |    |     |        |       |